# Ірма Зайдлер
Ірма Зайдлер, Кароліне Реті (12 квітня 1882, Ужгород — 18 травня 1911, Будапешт) — художниця, графік, кохана з дитинства Дьйордя Лукача, сестра Ерно Зайдлера.

## Життєпис
Дочка Ліпота Зайдлера та Вільми Поллачек. Навчалася у школі прикладного мистецтва у Відні, потім в угорській столиці, Мюнхені та Флоренції. У 1902 і наступному році її майбутній чоловік, Каролі Реті, був її вчителем у безплатній школі в Надьбані. У 1908 році вона вже працювала поза школою, малюючи портрети, а також пейзажі та натюрморти. Покінчила життя самогубством.

## Додаткова інформація та література
- Художній лексикон. вгору вид. Редагувати Lajta. Bp. , 1965—1968, Академічне видавництво.
- Денес Молнар: Трансільванська художня галерея. База даних образотворчих художників, промислових художників, архітекторів, мистецтвознавців, фотографів, колекціонерів мистецтва. Déva, 2002, Видавництво Корвіна
- Андраш Надь: Шановний Лукаче. Дьєрдь Лукач та Ірма Зайдлер. Будапешт, 1984, Magvető Könyvkiadó, 281 с. ISBN 9631402126